# M/S Christina Brahe
M/S Christina Brahe är en färja, som sattes i trafik 1974 mellan Gränna och Visingsö, på sjön Vättern. Den hette ursprungligen officiellt M/S Färja 61/297, och kallades inofficiellt Brahe I fram till 1991. Den 15 april 2010 överfördes den till Trafikverket Färjerederiet i Vaxholm i Stockholms skärgård.

## Bildgalleri

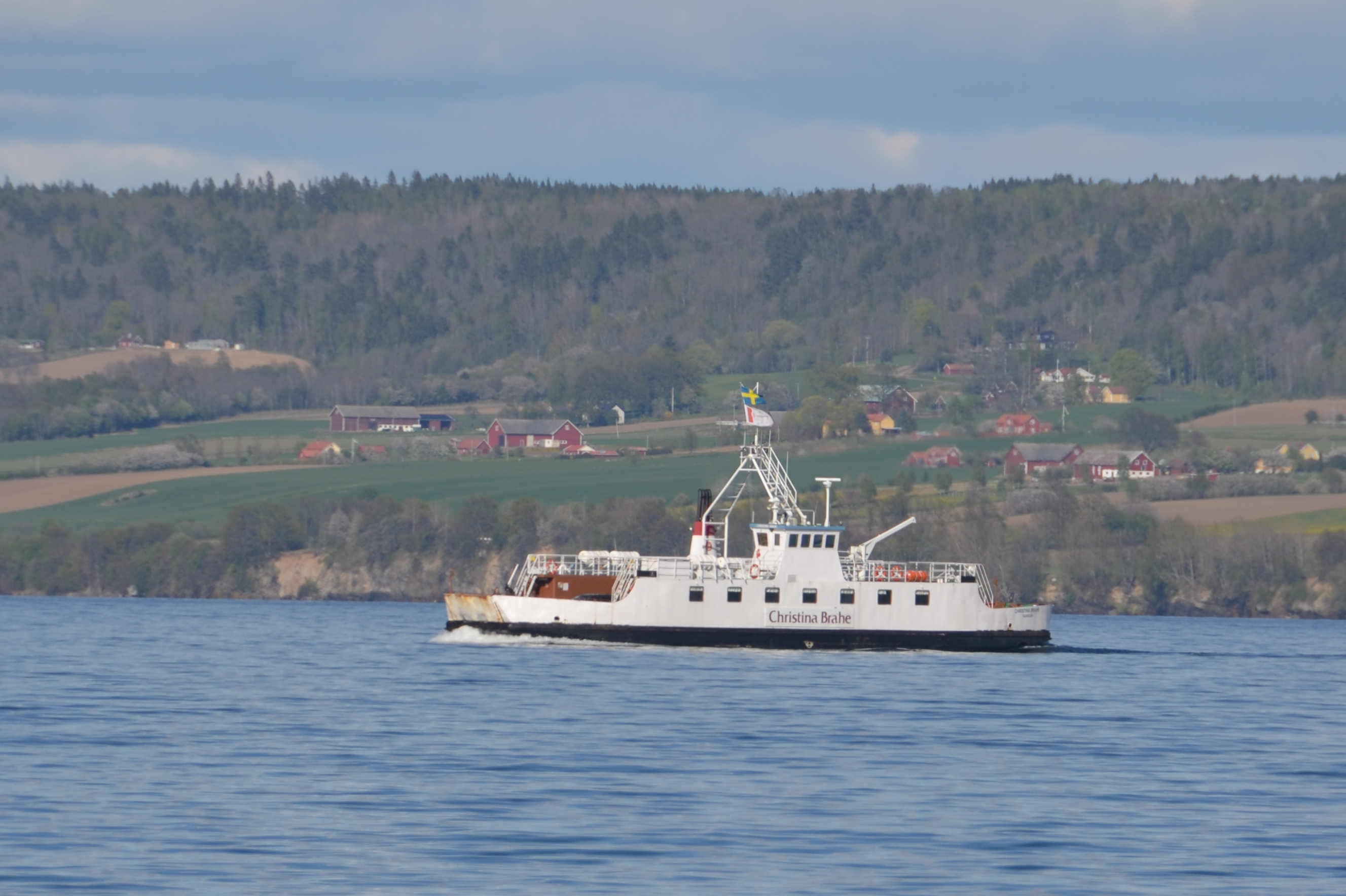
M/S Christina Brahe med tidigare målning